# Ministerio de Vivienda y Urbanismo (Chile)
El Ministerio de Vivienda y Urbanismo de Chile (más conocido por su acrónimo, Minvu) es uno de los ministerios de Estado de ese país, que está encargado de la planificación, desarrollo y construcción de viviendas, además urbanizar y normar el uso de los espacios de los centros urbanos, haciéndolos apropiados para vivir. Desde el 11 de marzo de 2022, el ministro de Vivienda y Urbanismo es el economista Carlos Montes Cisternas, mientras que la subsecretaria respectiva es Gabriela Elgueta Poblete; actuando bajo el gobierno de Gabriel Boric.

## Historia

### Gobierno de Eduardo Frei Montalva; creación
Hacia comienzos de los años 1960 existían por lo menos 28 instituciones dependientes de ocho ministerios que intervenían en asuntos de vivienda, urbanización y equipamiento. Para enfrentar esta situación, en 1965 durante el gobierno del presidente Eduardo Frei Montalva, se promulgó la Ley N.º 16.391, que creó el Ministerio de Vivienda y Urbanismo, que junto a la Corporación de la Vivienda (Corvi) y la Corporación de Servicios Habitacionales (Corhabit), fue integrada por la Corporación de Mejoramiento Urbano (Cormu), empresa autónoma del Estado, una de cuyas principales funciones era mejorar y renovar las áreas deterioradas de las ciudades, mediante programas de rehabilitación y desarrollo urbano.
Por otro lado aprobó el primer «Plan Regulador Intercomunal de Santiago», que ajustó el crecimiento de las ciudades, protegiendo las áreas de cultivo y la ecología. Se estableció una zonificación para construir barrios industriales y un cinturón suburbano. Se definió la red básica de transporte y vialidad regional, intercomunal y comunal. Se regularon los sistemas de áreas verdes, la creación de multicentros cívicos y comerciales, y la protección de las reservas de suelo para grandes equipamientos metropolitanos.
Siguiendo esa línea, el gobierno de Frei Montalva se propuso disminuir el déficit de vivienda, la cual era considerada desde una perspectiva global, integrándola en un barrio y considerándola como reflejo de un determinado modo de vida. Así, los programas habitacionales de carácter popular incorporaron escuelas, centros asistenciales y campos deportivos, entre otros. Se consideró que la solución del problema de la vivienda requería de la participación de las familias beneficiadas.

### Gobierno de Salvador Allende
En 1971, uno de los objetivos centrales del gobierno de Salvador Allende frente a la política habitacional era construir y reparar las viviendas en mal estado y mejorar las condiciones urbanas del sector más pobre. Es por eso, que se modificó la reglamentación del régimen de postulaciones y asignaciones de vivienda, a través del llamado «Plan de Ahorro Popular».

### Dictadura de Augusto Pinochet
A fines de 1973 se reorganizó el Minvu, sus servicios dependientes: Corvi, Corhabit, Cormu, Cou, la Caja Central de Ahorro y Préstamos y las Empresas de Agua Potable de Santiago y El Canelo. Se aprobó la «Primera Política de Desarrollo Urbano para Santiago», que eliminó los límites de expansión urbana, el desarrollo de la ciudad y su infraestructura, dando paso al libre mercado de los suelos.
Para 1976, se reestructuró y regionalizó el Minvu, desconcentrándose territorialmente a través de una Secretaría Ministerial Metropolitana. Se crearon las Secretarías Regionales Ministeriales (Seremi's) y los Departamentos de Desarrollo Urbano en todas las regiones del país. También, se fusionaron las cuatro Corporaciones: Corhabit, Cormu, Corvi y Cou, estableciéndose un Servicio de Vivienda y Urbanización (Serviu) regional, en el Área Metropolitana y a lo largo de todo Chile. Se promulgó además mediante decreto supremo, una nueva «Ley General de Urbanismo y Construcciones».
En 1979, se aprobó la llamada «Política Nacional de Desarrollo Urbano» (PNDU), que buscaba armonizar los lineamientos sectoriales con la política global de organización económica y social, denominada economía social de mercado. Esta política aseguraba que:
1. El suelo urbano no era un recurso escaso.
2. Era necesario aplicar sistemas flexibles de planificación, con una mínima intervención estatal.
3. Había que definir procedimientos y eliminar restricciones para permitir el crecimiento natural de las áreas urbanas, siguiendo la tendencia del mercado.
4. Se modificó el Plan Intercomunal de Santiago.

En 1981 el Minvu efectuó cambios importantes en sus programas, al ampliar el reglamento del recién creado Subsidio Habitacional Variable. Esta medida dio origen al «Programa de Vivienda Básica», contemplando un sistema de subsidios variables y considerando la vivienda básica como el primer paso para una vivienda social.
Para 1982, se facultó a las municipalidades para que construyeran viviendas económicas y casetas sanitarias, que debían tener una superficie construida de 18 metros cuadrados y un costo inferior a 220 UF. La unidad sanitaria debía también tener una superficie mínima de 6 metros cuadrados (baño y cocina) y un costo máximo de 110 UF.
En 1984, 3l Minvu realizó modificaciones al sistema de viviendas básicas, para ampliar su cobertura a segmentos que habían quedado fuera del programa, como los allegados. Hasta 1983, las viviendas se asignaron a personas que vivían en poblaciones marginales y campamentos que se identificaban en los mapas del Minvu y municipalidades. Los Serviu abrieron en este período un nuevo sistema de postulación permanente que consulta la «Ficha CAS». Además, incorporó el ahorro y el número de cargas familiares. Las viviendas básicas que se asignaron mediante este sistema podían optar a un subsidio equivalente al 75% del valor de la vivienda, sin superar las 180 UF. En 1985 el número de postulantes inscritos alcanzaba las 170 mil familias.
En 1985, se ajustó la «Política de Desarrollo Urbano», dictándose el decreto supremo n.º 31 que sostuvo que:
1. El suelo urbano es un recurso escaso.
2. El derecho de propiedad puede tener restricciones en función del bien común.
3. La libre iniciativa y el mercado deben sujetarse a la planificación estatal. Es necesario promocionar el uso intensivo del suelo de áreas consolidadas, a fin de evitar el crecimiento en extensión.[5]

Sobre la base de estudios financiados a través de un préstamo del Banco Mundial, en 1987 el régimen redefinió y simplificó sus programas, para mejorar la focalización de los subsidios habitacionales en la población más necesitada.

### Gobierno de Patricio Aylwin
Durante el gobierno del presidente Patricio Aylwin (1990-1994) se realizaron mejoramientos y cambios para ampliar la red de acceso a los programas habitacionales, se profundizó la descentralización para asignar los recursos habitacionales y se introdujeron cambios al sistema de financiamiento. El gobierno por su parte, inició una consulta nacional a fin de desarrollar una nueva «Política Urbana», mediante el cual se aprobó el nuevo «Plan Regulador Metropolitano de Santiago» (PRMS).

### Gobierno de Eduardo Frei Ruiz-Tagle
En 1997, durante mediados del gobierno de Eduardo Frei Ruiz-Tagle, se modificó el PRMS, introduciéndose las «Zonas Urbanizables con Desarrollo Condicionado» (ZUDC). Para llevar a cabo aquello, se creó el Comité de Ministros de Desarrollo Urbano y Ordenamiento Territorial, integrado por los ministros de Vivienda y Urbanismo, Obras Públicas, Bienes Nacionales, Agricultura, Transportes y Telecomunicaciones. Se creó asimismo, la Dirección de Proyectos Urbanos del Minvu.
La administración de Frei Ruiz-Tagle se caracterizó por la masividad de la acción estatal, la mayor inserción urbana de los programas habitacionales y la diversificación de las alternativas de financiamiento de la vivienda. En este período destacaron las innovaciones y el perfeccionamiento de la red de programas ministeriales.

### Gobierno de Ricardo Lagos
Iniciándose el gobierno del presidente Ricardo Lagos, en el 2000 se constituyó el «Consejo Nacional para la Reforma Urbana», que inició un proceso de reflexión y cambio en las ciudades chilenas. Se creó también, el Comité Bicentenario. Con miras al 2010, fueron cuatro las capitales regionales que serían “repensadas”: Antofagasta, Valparaíso, Santiago y Concepción. Se dictó el decreto supremo n.º 75, correspondiente a una «Nueva Ordenanza General de Urbanismo y Construcciones», y se aprobó el decreto n.º 245 que reglamentó el «Programa Concursable de Obras de Espacios Públicos», a realizarse en barrios de carácter patrimonial, ubicados en sectores urbanos consolidados, cuya rehabilitación o recuperación sea necesaria por encontrarse en evidente estado de deterioro o abandono.
En ese marco, en 2003 se promulgó la ley 19.865 sobre Financiamiento Urbano Compartido, mediante el cual los Serviu y las municipalidades podrían celebrar con terceros contratos de participación, destinados a la adquisición de bienes o a la ejecución y mantención de obras urbanas, a cambio de una contraprestación. Se creó el «Comité de Ministros de la Ciudad y el Territorio» —en el marco del proceso de reforma y nodernización del Estado— y el Comité de Ministros del Bicentenario.
Durante los últimos años del gobierno, entre 2004 y 2005 se enfatizó en la búsqueda de igualdad de oportunidades y se concentra la acción en los grupos más vulnerables, con el objeto de satisfacer sus necesidades básicas compatibles con mayor dignidad. Es labor del Minvu aportar a la construcción de una ciudad solidaria y equitativa, capaz de acoger a todas las familias que la habitan. En esta dirección se enmarcaron los programas habitacionales, de vialidad urbana, pavimentación participativa, equipamiento comunitario y parques urbanos, así como la formulación de normas e instrumentos de planificación destinados a alcanzar una convivencia armónica.

### Primer gobierno de Michelle Bachelet
En el primer gobierno de Michelle Bachelet (2006-2010), la nueva política habitacional que el Minvu comenzó a aplicar a partir del primer año de su mandato, apuntó a lograr avances en el mejoramiento de la calidad e integración social de las viviendas, lo que permitió disminuir el déficit habitacional del 20% más pobre de la población. En esta etapa, se aumentaron las superficies de las viviendas sociales, asegurando además su calidad de construcción. Asimismo, se buscó revertir la segregación social en la ciudad, mejorando el estocaje de casas y barrios existentes, y ayudando a los sectores medios que necesitaban del apoyo del Estado para obtener su vivienda propia. En este periodo, 446 mil familias obtuvieron subsidio para adquirir o construir su vivienda.

### Primer gobierno de Sebastián Piñera
Luego del terremoto y tsunami del que afectó a la zona centro sur del país en marzo de 2010, apenas iniciado el primer gobierno de Sebastián Piñera se creó el plan «Chile Unido Reconstruye Mejor» que buscó generar una oportunidad para redefinir el futuro desarrollo de varios centros urbanos, que serán planificados de forma integral, sustentable y considerando los riesgos naturales.

## Misión
Según su sitio web, el Ministerio de Vivienda y Urbanismo, tiene como misión «recuperar la ciudad, poniendo en el centro de su misión la integración social, avanzando hacia una calidad de vida urbana y habitacional, que responda no solo a las nuevas necesidades y demandas de los chilenos, sino también al compromiso con la sostenibilidad de la inversión pública, el medioambiente y la economía del país, con foco en la calidad de vida de las personas más vulnerables, pero también de los sectores medios».

## Organización
EL MINVU está conformado por:
- la Subsecretaria de Vivienda;
- 16 Secretarías Regionales Ministeriales (SEREMI) de Vivienda;
- 16 Servicios de Vivienda y Urbanización (SERVIU);
- y la Administración del Parque Metropolitano de Santiago (Parquemet).

## Listado de ministros
| N.º | Ministro/a | Ministro/a                           | Partido | Inicio                   | Final                    | Presidente | Presidente                 |
| --- | ---------- | ------------------------------------ | ------- | ------------------------ | ------------------------ | ---------- | -------------------------- |
| 1   |            | Modesto Collados Nuñez               | Ind.    | 16 de diciembre de 1965  | 28 de enero de 1966      |            | Eduardo Frei Montalva      |
| —   |            | Edmundo Pérez Zujovic (subrogante)   | PDC     | 28 de enero de 1966      | 15 de febrero de 1966    |            | Eduardo Frei Montalva      |
| 1   |            | Modesto Collados Nuñez               | Ind.    | 15 de febrero de 1966    | 10 de agosto de 1966     |            | Eduardo Frei Montalva      |
| 2   |            | Juan Hamilton Depassier              | PDC     | 10 de agosto de 1966     | 9 de octubre de 1968     |            | Eduardo Frei Montalva      |
| 3   |            | Andrés Donoso Larraín                | PDC     | 9 de octubre de 1968     | 3 de noviembre de 1970   |            | Eduardo Frei Montalva      |
| 4   |            | Carlos Cortés Díaz                   | PS      | 3 de noviembre de 1970   | 10 de septiembre de 1971 |            | Salvador Allende Gossens   |
| -   |            | Pascual Barraza Barraza (subrogante) | PCCh    | 10 de septiembre de 1971 | 17 de septiembre de 1971 |            | Salvador Allende Gossens   |
| 5   |            | Julio Benítez Castillo               | PS      | 17 de septiembre de 1971 | 28 de enero de 1972      |            | Salvador Allende Gossens   |
| 6   |            | Orlando Cantuarias Zepeda            | PR      | 28 de enero de 1972      | 1 de abril de 1972       |            | Salvador Allende Gossens   |
| -   |            | Hernán del Canto (subrogante)        | PS      | 1 de abril de 1972       | 8 de abril de 1972       |            | Salvador Allende Gossens   |
| 6   |            | Orlando Cantuarias Zepeda            | PR      | 8 de abril de 1972       | 17 de junio de 1972      |            | Salvador Allende Gossens   |
| 7   |            | Luis Matte Valdés                    | Ind.    | 17 de junio de 1972      | 9 de agosto de 1973      |            | Salvador Allende Gossens   |
| 8   |            | Aníbal Palma Fourcade                | PR      | 9 de agosto de 1973      | 28 de agosto de 1973     |            | Salvador Allende Gossens   |
| 9   |            | Pedro Felipe Ramírez Ceballos        | IC      | 28 de agosto de 1973     | 11 de septiembre de 1973 |            | Salvador Allende Gossens   |
| 10  |            | Arturo Vivero Ávila                  | Militar | 12 de septiembre de 1973 | 11 de julio de 1974      |            | Augusto Pinochet Ugarte    |
| 11  |            | Arturo Troncoso Daroch               | Militar | 11 de julio de 1974      | 14 de abril de 1975      |            | Augusto Pinochet Ugarte    |
| 12  |            | Carlos Granifo Harms                 | Militar | 14 de abril de 1975      | 11 de marzo de 1977      |            | Augusto Pinochet Ugarte    |
| 13  |            | Luis Edmundo Ruiz Undurraga          | Militar | 11 de marzo de 1977      | 26 de diciembre de 1978  |            | Augusto Pinochet Ugarte    |
| 14  |            | Jaime Estrada Leigh                  | Militar | 26 de diciembre de 1978  | 22 de abril de 1982      |            | Augusto Pinochet Ugarte    |
| 15  |            | Roberto Guillard Marinot             | Militar | 22 de abril de 1982      | 10 de agosto de 1983     |            | Augusto Pinochet Ugarte    |
| 16  |            | Modesto Collados Nuñez               | Ind.    | 10 de agosto de 1983     | 2 de abril de 1984       |            | Augusto Pinochet Ugarte    |
| 17  |            | Miguel Ángel Poduje Sapiaín          | Ind.    | 2 de abril de 1984       | 21 de octubre de 1988    |            | Augusto Pinochet Ugarte    |
| 18  |            | Gustavo Montero Saavedra             | Ind.    | 21 de octubre de 1988    | 11 de marzo de 1990      |            | Augusto Pinochet Ugarte    |
| 19  |            | Alberto Etchegaray Aubry             | Ind.    | 11 de marzo de 1990      | 11 de marzo de 1994      |            | Patricio Aylwin Azócar     |
| 20  |            | Edmundo Hermosilla                   | PDC     | 11 de marzo de 1994      | 24 de julio de 1997      |            | Eduardo Frei Ruiz-Tagle    |
| 21  |            | Sergio Henríquez Díaz                | Ind.    | 24 de julio de 1997      | 11 de marzo de 2000      |            | Eduardo Frei Ruiz-Tagle    |
| 22  |            | Claudio Orrego Larraín               | PDC     | 11 de marzo de 2000      | 29 de diciembre de 2000  |            | Ricardo Lagos Escobar      |
| 23  |            | Jaime Ravinet de la Fuente           | PDC     | 29 de diciembre de 2000  | 29 de septiembre de 2004 |            | Ricardo Lagos Escobar      |
| 24  |            | Sonia Tschorne Berestesky            | PS      | 29 de septiembre de 2004 | 11 de marzo de 2006      |            | Ricardo Lagos Escobar      |
| 25  |            | Patricia Poblete Bennett             | PDC     | 11 de marzo de 2006      | 11 de marzo de 2010      |            | Michelle Bachelet Jeria    |
| 26  |            | Magdalena Matte Lecaros              | UDI     | 11 de marzo de 2010      | 19 de abril de 2011      |            | Sebastián Piñera Echenique |
| 27  |            | Rodrigo Pérez Mackenna               | UDI     | 19 de abril de 2011      | 11 de marzo de 2014      |            | Sebastián Piñera Echenique |
| 28  |            | Paulina Saball Astaburuaga           | PPD     | 11 de marzo de 2014      | 11 de marzo de 2018      |            | Michelle Bachelet Jeria    |
| 29  |            | Cristián Monckeberg Bruner           | RN      | 11 de marzo de 2018      | 4 de junio de 2020       |            | Sebastián Piñera Echenique |
| 30  |            | Felipe Ward Edwards                  | UDI     | 4 de junio de 2020       | 11 de marzo de 2022      |            | Sebastián Piñera Echenique |
| 31  |            | Carlos Montes Cisternas              | PS      | 11 de marzo de 2022      | En el cargo              |            | Gabriel Boric Font         |

### Otros
- Licitaciones/obras urbanas del Ministerio de Vivienda y Urbanismo
- Políticas de Seguridad de la Información del Ministerio de Vivienda y Urbanismo

### Redes sociales
- Ministerio de Vivienda y Urbanismo de Chile en X (antes Twitter)
- Ministerio de Vivienda y Urbanismo de Chile en Instagram
- Ministerio de Vivienda y Urbanismo de Chile en Facebook
- Ministerio de Vivienda y Urbanismo de Chile en Flickr

- Datos: Q6017498
- Multimedia: Ministry of Housing and Urban Development (Chile) / Q6017498